# Jean Rollin
Ne doit pas être confondu avec Jean Rolin ou Jean Rollin (compositeur).
Pour les articles homonymes, voir Rollin.
Jean Rollin, de son nom complet Jean Michel Rollin Roth Le Gentil, né le 3 novembre 1938 à Neuilly-sur-Seine et mort le 15 décembre 2010 dans le  20e arrondissement de Paris, est un réalisateur français, producteur de cinéma et scénariste, également écrivain et directeur de collections, l'un des rares cinéastes français à s'être illustrés essentiellement dans le fantastique. Son œuvre traite surtout de la figure du vampire et se distingue par un rythme souvent lent et éthéré, ainsi que par un érotisme diffus.

## Biographie
Jean Rollin est le fils de l'acteur Claude Martin (de son vrai nom Claude Rollin Roth Le Gentil) et de Denise Leufroi (1909-1977). Un an après sa naissance, sa mère se lie avec Georges Bataille, suscitant le désespoir de son père qu'elle quitte bientôt, emportant l'enfant.
Denise Leufroi et le petit Jean vivront avec Bataille jusqu'en 1943, puis celui-ci rencontrera Diane Kotchoubey de Beauharnais. Les deux femmes feront brièvement avec Bataille un ménage à trois, avant que Bataille ne se consacre entièrement à Diane. Denise se reportera après sur les amis de Bataille Maurice Blanchot et Michel Fardoulis-Lagrange.
Jean Rollin se passionne dès son enfance pour le cinéma, notamment à la suite de la vision, à l'âge de huit ans, du Capitaine Fracasse d'Abel Gance,. Durant son adolescence, il regarde avec avidité les serials ainsi que les films fantastiques américains de la compagnie Universal. Pendant son service militaire, il s'initie à la réalisation en participant au tournage de films de recrutement.

### Déconstruction et surréalisme
Une fois revenu à la vie civile, il tente de devenir assistant-réalisateur auprès de Luis Buñuel, puis il tourne à la fin des années 1950 et au début des années 1960 quelques courts métrages tels que Les Amours jaunes, Ciels de cuivre, Vivre en Espagne ou Les Pays loin. Ces petits films, qui témoignent de son vif intérêt pour le nouveau roman et sa déconstruction de la narration, passent néanmoins inaperçus. De cette période se détache un projet de collaboration avec Marguerite Duras, L'Itinéraire marin (1963), qui aurait dû constituer le premier long métrage de Rollin mais qui ne vit jamais le jour.
C'est en 1968 que Jean Rollin réalise son premier long métrage, Le Viol du vampire. Cette œuvre d'inspiration surréaliste résultait en fait de la jonction de deux moyens métrages : Le Viol du vampire proprement dit et Les Femmes vampires. 
À sa sortie en 1968, Le Viol du vampire est une des rares productions présentes dans les salles parisiennes à cause des « événements de mai ». Il provoque de violentes réactions de rejet chez la plupart des spectateurs, car ceux-ci ne s'attendaient pas à un film expérimental surréalisant, mais à un film d'épouvante conventionnel dans le même esprit que ceux de la compagnie britannique Hammer. Devant le scandale, Rollin songe un moment à abandonner le cinéma, mais il se ravise et décide de poursuivre sa carrière.

### Vampirisme et érotisme
L'extrême fin des années 1960 et le début des années 1970 le voient réaliser d'autres films, toujours sur le thème du vampirisme : En 1969, La Vampire nue avec Caroline Cartier, en 1970 Le Frisson des vampires avec Sandra Julien et Jacques Robiolles, et en 1971 Requiem pour un vampire avec Mireille Dargent et Marie-Pierre Castel. 
Les jumelles Marie-Pierre et Catherine Castel s'imposent comme des figures récurrentes et emblématiques du cinéma de Rollin. Néanmoins, aucun de ces films ne connaît le succès, et ils se heurtent de surcroît à une forte hostilité de la part de la critique. Le sort  fait à La Rose de fer avec Françoise Pascal n'arrange rien. Les difficultés financières résultant de ces échecs commerciaux contraignent Jean Rollin à tourner sous pseudonyme des films érotiques soft alimentaires comme Jeunes filles impudiques (1973) et Tout le monde il en a deux (1974).
Il réalise toutefois au milieu des années 1970  deux films fantastiques assez ambitieux, comparables dans leur inspiration à ses précédentes œuvres : Les Démoniaques en 1974 avec, dans les rôles principaux Joëlle Cœur, Paul Bisciglia et Willy Braque et Lèvres de sang en 1975 avec Jean-Loup Philippe et Annie Belle. Malheureusement, eux aussi ne récoltent que l'échec. Jean Rollin est alors réduit, pour vivre, à ne plus tourner que des films pornographiques jusqu'à ce que ce genre devienne moins rentable à la fin de la décennie 1970, sous l'effet des contraintes fiscales et matérielles imposées par le classement X.

### Films de série B, alimentaires
Il s'oriente alors vers des productions de série B, théoriquement plus susceptibles de drainer un large public, parmi lesquelles il convient de citer trois films gore sur le thème des zombies (Les Raisins de la mort en 1977, Le Lac des morts vivants en 1981 - sous le pseudonyme de J. A. Lazer - et La Morte vivante en 1982), deux thrillers (La Nuit des traquées en 1980 et Les Trottoirs de Bangkok en 1984) et une comédie (Ne prends pas les poulets pour des pigeons, 1985, sous le pseudonyme de Michel Gentil). Si les producteurs de Les Raisins de la mort donnent à Jean Rollin des moyens assez importants pour bien travailler (et pour s'offrir le concours de comédiens reconnus comme Marie-Georges Pascal ou Serge Marquand), ce n'est plus toujours le cas avec les films suivants. Parmi ses œuvres de cette époque, plusieurs furent produites par la société Eurociné, notamment Le Lac des morts vivants.
Au milieu de ces réalisations relativement « alimentaires » émergent quelques films plus personnels, comme Fascination (1979) avec Franca Maï et Brigitte Lahaie dans l'un de ses premiers grands rôles dans le cinéma traditionnel. Dans La Nuit des traquées, toujours avec Brigitte Lahaie, il donne aussi à une autre actrice de X, Cathy Stewart (créditée sous son vrai nom de Catherine Greiner), l'occasion de se monter dans un autre registre. Néanmoins, pendant cette période, Jean Rollin ne rencontre pas davantage un grand succès populaire, et la critique lui demeure systématiquement hostile. Cette phase de sa carrière s'achève vers le milieu des années 1980, à la suite de la fermeture progressive des petites salles de cinéma spécialisées dans la série B au profit des multiplexes qui diffusent d'abord les productions des grands studios.

### Vers l'écriture
Après 1985, Jean Rollin devient de plus en plus discret. En 1988, il achève (sans en être crédité au générique) le tournage d'Emmanuelle 6, l'une des multiples suites du célèbre classique de Just Jaeckin avec Natalie Uher dans le rôle-titre, puis il ajoute en 1990, pour le compte d'Eurociné, quelques séquences à un vieux film de Jess Franco qui ressort sous le titre À la poursuite de Barbara. L'année suivante, en 1991, il réalise aux États-Unis, en France et en Italie un film expérimental, Perdues dans New York, puis il se lance en 1993 dans un ultime thriller : Killing Car (aussi intitulé La Voiture rouge sang, ou encore La Femme dangereuse). Ce dernier est un échec commercial, qui incite Rollin à abandonner provisoirement les tournages pour apparaître en tant que simple acteur dans les films de son ami Norbert Moutier et, surtout, pour se consacrer d'abord à la littérature. Il publie ainsi plusieurs romans et nouvelles, le plus souvent dans le genre fantastique (Monseigneur Rat, La Petite Ogresse, etc.).
En 1994, il codirige pour Marc Dorcel Le Parfum de Mathilde - toujours sans être crédité - un film érotique avec Draghixa et Julia Channel. Il peut ainsi faire le constat des changements survenus dans la production pornographique qui ne correspond plus en rien avec ce qu'il a connu et qu'il pouvait cautionner.
Jean Rollin est directeur de collection pour les éditions Fleuve noir (Frayeur), Florent-Massot et Les Belles Lettres.

### Retour au long métrage fantastique érotisé

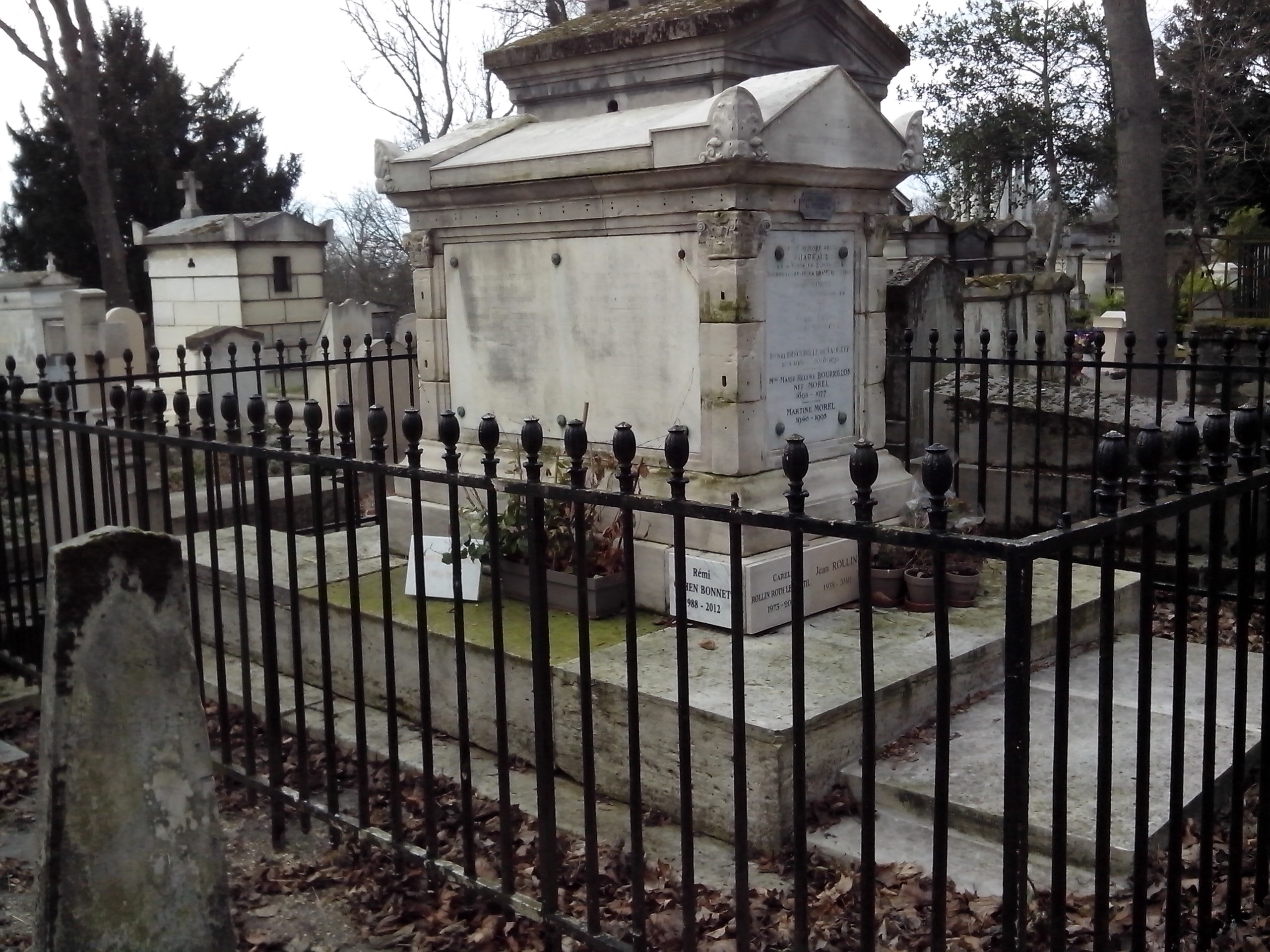
Tombe au cimetière du Père-Lachaise.

Cependant, passé 1995, il décide de revenir au cinéma. Ses films tardifs comme Les Deux Orphelines vampires (1997) ou La Fiancée de Dracula (2002), réalisés à la fin de la décennie 1990 et au tout début des années 2000, ressemblent beaucoup dans leur esthétique et leur inspiration à ses premières œuvres telles que La Vampire nue, Requiem pour un vampire ou Lèvres de sang, tout en bénéficiant de budgets plus importants. En 2007, après une nouvelle période de silence, il tourne avec Ovidie La Nuit des horloges, sorte de rétrospective de ses films les plus personnels, un peu à la manière de La Table tournante de Paul Grimault. Quoiqu'il eût alors annoncé que ce serait son dernier film, il a encore réalisé en 2010 un ultime long métrage, Le Masque de la Méduse avec son épouse Simone dans le premier rôle, et l'une de ses petites-filles, Gabrielle, en figuration comme joueuse de contrebasse.
Jean Rollin meurt d'un cancer le 15 décembre 2010. Il est inhumé dans la division 27 du cimetière du Père-Lachaise.

## Filmographie

### Comme réalisateur
Œuvres signées par Jean Rollin  

#### Courts métrages
- 1958 : Les Amours jaunes
- 1961 : Ciel de cuivre
- 1964 : Vivre en Espagne
- 1965 : Les Pays loin

#### Longs métrages
- 1963 : L'Itinéraire marin (long métrage inachevé dont les bobines furent perdues)
- 1968 : Le Viol du vampire
- 1969 : La Vampire nue
- 1970 : Le Frisson des vampires
- 1971 : Requiem pour un vampire (autre titre : Vierges et vampires)
- 1973 : La Rose de fer
- 1974 : Les Démoniaques (autre titre : Deux vierges pour Satan)
- 1975 : Lèvres de sang
- 1975 : Phantasmes
- 1978 : Les Raisins de la mort
- 1979 : Fascination
- 1980 : La Nuit des traquées
- 1981 : Les Paumées du petit matin  (autres titres : Fugue mineure ; Les échappées) sorti directement en vidéo.
- 1982 : La Morte vivante
- 1984 : Les Trottoirs de Bangkok
- 1988 : Perdues dans New York  (Moyen métrage tourné en 1988 mais sorti pour la première fois en 2005)[12].
- 1990 : La Griffe d'Horus (bout d’essai d'à peine 3 minutes réalisé pour la télévision en vue d'adapter les aventures d'Harry Dickson, tourné directement en vidéo)
- 1993 : Killing Car (autre titre : La Femme dangereuse)
- 1997 : Les Deux Orphelines vampires
- 2002 : La Fiancée de Dracula
- 2007 : La Nuit des horloges
- 2010 : Le Masque de la Méduse

### Films signés d'un pseudonyme
- 1973 : Jeunes filles impudiques (sous le pseudonyme de Michel Gentil)
- 1974 : Tout le monde il en a deux (sous le pseudonyme de Michel Gentil)
- 1975 : Suce-moi vampire, version hardcore de Lèvres de sang (sous le pseudonyme de Mike Gentle)
- 1976 : La Romancière lubrique  (sous le pseudonyme de Michel Gentil)
- 1976 : La Comtesse Ixe (sous le pseudonyme de Michel Gentil)
- 1977 : Saute-moi dessus (sous le pseudonyme de Michel Gentil)
- 1977 : Hard Penetration (sous le pseudonyme de Michel Gentil)
- 1977 : Vibrations sexuelles (sous le pseudonyme de Michel Gentil)
- 1977 : Positions danoises (sous le pseudonyme de Michel Gentil)
- 1978 : Remplissez-moi... les 3 trous (sous le pseudonyme de Robert Xavier)
- 1978 : Petites pensionnaires impudiques (sous le pseudonyme de Michel Gentil)
- 1978 : Lèvres entrouvertes pour sexes chauds (sous le pseudonyme de Michel Gentil)
- 1978 : Hyperpénétrations (sous le pseudonyme de Robert Xavier)
- 1978 : Discosex (sous le pseudonyme de Robert Xavier)
- 1979 : Gamines en chaleur (sous le pseudonyme de Robert Xavier)
- 1979 : Bouches lascives et pornos (sous le pseudonyme de Robert Xavier)
- 1979 : Pénétrations vicieuses  (sous le pseudonyme de Michel Gentil)
- 1981 : Le Lac des morts vivants (sous le pseudonyme de J. A. Lazer)
- 1982 : Rêves de sexes (Quand le chat...) (sous le pseudonyme de Robert Xavier)
- 1983 : Sodomanie (sous le pseudonyme de Robert Xavier)
- 1983 : Folies anales (sous le pseudonyme de Robert Xavier)
- 1985 : Ne prends pas les poulets pour des pigeons (sous le pseudonyme de Michel Gentil)

### Autres participations
- 1973 : Une vierge chez les morts-vivants de Jesús Franco (la séquence du rêve ; non crédité)
- 1985 : Emmanuelle 6 de Bruno Zincone (co-réalisateur ; non crédité)
- 1990 : À la poursuite de Barbara de Jesús Franco (séquences additionnelles, non crédité)
- 1994 : Le Parfum de Mathilde de Marc Dorcel (assistant metteur en scène pour Marc Dorcel, non crédité)

### Comme scénariste
- 1963 : L'Itinéraire marin
- 1965 : Les Pays loin
- 1968 : Le Viol du vampire
- 1969 : La Vampire nue
- 1970 : Le Frisson des vampires
- 1971 : Requiem pour un vampire
- 1973 : La Rose de fer
- 1974 : Les Démoniaques
- 1975 : Lèvres de sang
- 1975 : Phantasmes
- 1978 : Les Raisins de la mort
- 1979 : Fascination
- 1980 : La Nuit des traquées
- 1980 : Une fille pour les cannibales (Mondo cannibale), réalisé par Jesús Franco
- 1982 : La Morte vivante
- 1989 : Perdues dans New York
- 1990 : La Griffe d'Horus (TV)
- 1994 : Le Parfum de Mathilde, réalisé par Marc Dorcel
- 1997 : Les Deux Orphelines vampires
- 2002 : La Fiancée de Dracula
- 2007 : La Nuit des horloges
- 2010 : Le Masque de la Méduse

### Comme acteur
- 1956 : Crime et châtiment de Georges Lampin
- 1966 : Tristesse des anthropophages de Jean-Denis Bonan
- 1968 : La Femme-bourreau de Jean-Denis Bonan
- 1971 : Le Sourire vertical de Robert Lapoujade
- 1973 : La Rose de fer
- 1975 : Lèvres de sang
- 1975 : Phantasmes
- 1976 : La Romancière lubrique
- 1978 : Les Raisins de la mort
- 1981 : Le Lac des morts vivants
- 1982 : La Morte vivante
- 1985 : Sanguine de Pierre Pattine
- 1985 : Hemophilia de Norbert Moutier
- 1991 : À la poursuite de Barbara de Jesús Franco
- 1991 : Trepanator de Norbert Moutier
- 1992 : Alien Platoon de Norbert Moutier
- 1993 : Dinosaur from the Deep de Norbert Moutier
- 1996 : Le Marquis de Slime de Quélou Parente
- 1997 : Les Deux Orphelines vampires
- 2002 : La Fiancée de Dracula
- 2007 : Life Like de Aïda Ruilova
- 2010 : Le Masque de la Méduse

### Comme assistant réalisateur
- 1960 : Un cheval pour deux de Jean-Marc Thibault

### Documentaires sur Jean Rollin
- 1999 : Vampires and Virgins: The Films of Jean Rollin, épisode de la série Eurotika!
- 2011 : Jean Rollin, Le rêveur égaré, de Damien Dupont et Yvan Pierre-Kaiser.
- 2015:Jean Rollin, être et à voirde Jean-Loup Martin.

## Publications

### Romans et nouvelles
- Une petite fille magique. Bègles : Les Cahiers du Schibboleth, coll. "L'hors du temps", 1988.
- Les Demoiselles de l'étrange, Filipacchi, 1990 ; rééd. Florent Massot, coll. "Revolver fantastique poche", 1997 et édition intégrale augmentée : Estelle et Edwige, les demoiselles de l'étrange, éditions Édite / Les Films ABC, 2003[13].
- Les Deux Orphelines vampires, Fleuve noir, 5 volumes ; réédition intégrale Editions Les Films ABC / Rafael de Surtis / Editinter, 2001 ; avec une préface d'Alain-Pierre Pillet.
  - Les Deux Orphelines vampires, Fleuve noir, coll. « Angoisses », n°6, 1993.
  - Anissa, Fleuve noir, coll. « Frayeurs», n°10, 1994.
  - Les voyageuses, Fleuve noir, coll. « Frayeurs», n°12, 1994.
  - Les pillardes, Fleuve noir, coll. « Frayeurs», n°17, 1995.
  - Les incendiaires, Fleuve noir, coll. « Frayeurs», n°24,  1995.
- Bestialité, Fleuve noir, 1995
- La Petite Ogresse. Paris : Florent Massot, coll. "Revolver fantastique poche" n° 5004, 08/1996, 132 p. ; réédition Rafael de Surtis-Editinter, 01/2001 ; avec une préface de Jehan van Langhenhoven.
- La Cabriole a disparu. Le Faouët : Liv'Éditions, coll. "Letavia jeunesse", 03/1998, 89 p. Préface de Gudule.
- Enfer privé, Sortilèges, 1998
- Monseigneur Rat, Sortilèges, Les Belles lettres, 1998.
- La Statue de chair, Sortilèges, 1998.
- Cauchemar d'anniversaire, Rafael de Surtis, 1998.
- Les Dialogues sans fin. Précédés de quelques souvenirs sur Georges Bataille, Maurice Blanchot et Michel Fardoulis-Lagrange, Paris, Éditions Mirandole, 1998.
- La Promeneuse, Les Belles Lettres, 1999.
- Gargouillis glauques, Rafael de Surtis, 2001.
- Tùatha, Les Belles Lettres, 2002.
- La Petite fille au cerceau, Éditions Films ABC / Rafael de Surtis, 2002.
- Jean-Pierre Bouyxou contre la femme au masque rouge, éditions Édite, 2004[14].
- Les voleuses de foudre, Éditions Films ABC, 2004.
- Rien n'est vrai, Éditions Films ABC, 2004.
- Déraison, Éditions Films ABC, 2005.
- Alice et Aladin, détectives de l'impossible, Éditions Films ABC, collection "Aventures et mystères", 2006.
- Moteur-Coupez ! Mémoires d’un cinéaste singulier, suivi du scénario inédit de L'Itinéraire marin (dialogues de Marguerite Duras), éditions Édite, 2008[15].
- Bille de clown, éditions Édite, 2009[16].
- Écrits complets vol. 1, éditions Édite, 2010[17].

### Scénario de bande-dessinée
- Saga de Xam, dessin de Nicolas Devil, Éditions du Terrain vague, 1967.

### Articles
- Étude sur Gaston Leroux, publiée en deux parties dans la revue Midi-Minuit Fantastique, "Gaston Leroux I", n°23, automne 1970  et  "Gaston Leroux II", n° 24, hiver 1970.
- Jean Rollin publia des articles dans des revues anarchistes et libertaires (Le monde libertaire, Le rue, La crécelle noire) entre 1963 et 1980.

### En français
- Ado Kyrou, Anthologie permanente de l'érotisme au cinéma, Sex Vampire de Jean Rollin, Paris, Le Terrain vague, 1972.
- Pascal Françaix, Jean Rollin, cinéaste écrivain, Éditions Films ABC, 2002.
- Daniel Bastié, Jean Rollin et ses vampires cinématographiques, Éditions Grand Angle, 2017.

### En anglais
- Tohill, Catal et Pete Tombs, Immoral Tales, European Sex & Horror Movies 1956-1984, Londres, Primitv Press, 1994.
- Hunter, Jack, Psychedelic Sex Vampires : Jean Rollin Cinema, Glitter Books, 2012.
- Hinds, David, Fascination, The Celluloid Dreams of Jean Rollin, Londres, WorldHeadPress, 2016.
- Ouvrage collectif sous la direction de Samm Deighan, Lost Girls : The Phantasmagorical Cinema of Jean Rollin, Spectacular Optical, 2017.

## Hommages
Le groupe anglais de Stoner Doom Metal, Electric Wizard, étant inspiré de films d'horreur et de vampires anciens ou à production rétro, ont écrit l'une de leur chanson en l'hommage à l'une des œuvres de Jean Rollin. Le morceau s'intitule Black Magic Rituals & Perversions (Frisson Des Vampires, Zora), abrégé Black Magic et est présent sur l'album Witchcult Today.

## Éditions
- collection  "Angoisse & Frayeur" aux éditions Fleuve Noir.
- collection "Poche revolver fantastique" aux éditions Florent Massot.
- collection "Les Anges du bizarre" aux éditions Sortilèges-Belles Lettres.
- collection  "Aventures & Mystères" aux éditions e/Dite.